# بيل أش
بيل أش (بالإنجليزية: William Ash)‏ هو كاتب سير ذاتية كندي، ولد في 30 نوفمبر 1917، وتوفي في 26 أبريل 2014.